# Hermann von Hanneken (General der Infanterie)
Hermann Konstantin Albert Julius von Hanneken (* 5. Januar 1890 in Gotha; † 22. Juli 1981 in Herford) war ein deutscher Offizier, im Zweiten Weltkrieg General der Infanterie  und Wehrmachtbefehlshaber in Dänemark, zuletzt Major auf Bewährung beim XXXXVIII. Panzer-Korps. Als Unterstaatssekretär im Reichswirtschaftsministerium und Mitglied von Hermann Görings Wirtschaftsstab Ost, war er in die Hungerpolitik und Verbrechen der NS-Kriegführung involviert. 

## Leben
Hermann von Hanneken war der Sohn des preußischen Obersten Hermann von Hanneken (1847–1899) und dessen Ehefrau Hertha, geborene von der Lancken (1856–1914) aus dem Haus Plüggentin auf Rügen.

### Ausbildung und Erster Weltkrieg
Nach der Absolvierung der Hauptkadettenanstalt trat er am 19. März 1908 als Fähnrich in das Königin Augusta Garde-Grenadier-Regiment Nr. 4 ein. Ein Jahr später wurde er zum Leutnant befördert. Mit seinem Stammregiment kam er beim Ausbruch des Ersten Weltkriegs an die Front. Im April 1917 wurde er zum Generalstab versetzt, 1918 zum Hauptmann befördert und nach Kriegsende im Jahre 1919 in die Reichswehr übernommen.

### Reichswehr
Im Reichswehrministerium versah er bis 1920 seinen Dienst und war von 1924 bis 1927 im Reichswaffenamt beschäftigt. Ab 1927 leitete er für drei Jahre ein Truppenkommando als Kompaniechef im 6. Infanterie-Regiment und wurde dort am 1. Dezember 1928 zum Major befördert. Ab 1931 diente er im Rang eines Oberstleutnants. Ab 1935 führte er das Kommando über ein Regiment und wurde damit zum Oberst befördert.

### Reichswirtschaftsministerium
1936 wurde er als Chef des Stabes ins Heereswaffenamt versetzt. Am 3. Juli 1937 ernannte ihn Hermann Göring zum Bevollmächtigten für die Eisen- und Stahlbeschaffung. Am 1. Februar 1938 wurde er zum Generalmajor befördert und ins Reichswirtschaftsministerium versetzt. Dort war er ab dem 1. Februar 1938 Leiter der Hauptabteilung II (Bergbau, Eisen- und Stahlerzeugung, Energiewirtschaft). Nach der Abberufung von Fritz Löb wurde von Hanneken Ende Oktober 1938 zusätzlich mit der Leitung von Abteilung I (Mineralölwirtschaft, Chemie, sonstige Industrie, Textilien, Zellstoffe, Papier) betraut.  Am 10. Juni 1938 hielt er im Berliner Hotel Esplanade den Festvortrag an der jährlichen Mitgliederversammlung der Wirtschaftsgruppe Eisen schaffende Industrie, die unter anderem von Friedrich Flick, Ernst Poensgen, Wilhelm Kleinmann, Wilhelm Zangen, Karl Blessing, Hermann Röchling, Otto Steinbrinck und Herbert Göring besucht wurde. Mitte 1938 wurde von Hanneken zum Generalmajor befördert. Im Jahre 1940 erhielt er im Reichswirtschaftsministerium die Dienststellung eines Unterstaatssekretärs. Im gleichen Jahr erfolgte die Beförderung zum Generalleutnant und 1941 die Ernennung zum General der Infanterie.
Friedrich Flick widmete der Beziehungspflege zu Hanneken besondere Aufmerksamkeit und versuchte ihn so oft wie möglich persönlich zu treffen. Er spendete Geld für Hannekens Fond für besondere Unterstützungen, seinen „Kriegsfond“. Flick machte Geschenke und gratulierte ihm zu Geburtstagen, zum Neujahr und zu Beförderungen.
Im Reichswirtschaftsministerium bemühte sich von Hanneken intensiv um die Sicherstellung der deutschen Rohstoffversorgung für den Kriegsfall. Gemeinsam mit den Schwerindustriellen Otto Wolff und Hermann Röchling  gründete er – nach dem Muster der von Paul Pleiger initiierten reichseigenen Reichswerke Hermann Göring – im August 1939 die Doggererz AG, ein halbstaatliches Bergbau- und Eisenhütten-Unternehmen mit bis zu 1.800 Beschäftigten, das die gefährdete Eisenerzzufuhr aus Skandinavien teilweise ersetzen sollte. Nach Einschätzung von Stahlindustriellen pflegte von Hanneken „ein sehr enges Verhältnis“ zu Paul Pleiger und habe sich dessen Auffassung „in einem sehr großen Umfang zu eigen gemacht. […] Seine Einstellung ist sehr stark gegen die [private] Schwerindustrie gerichtet.“ Allerdings kam es nach dem Kriegsbeginn zu einer ernsten Versorgungskrise bei der Eisen- und Stahlkontingentierung. Die Lieferzeiten hatten sich dramatisch erhöht, weil von Hanneken über zwei Jahre mehr Bezugsscheine ausgegeben hatte, als Eisen und Stahl zur Verfügung stand. Aus dieser verfahrenen Situation konnte ihn nur noch Hans Kehrl mit einem neuen System retten. Kehrl schwieg darüber in seinen veröffentlichten Aufzeichnungen, aber sein Referent Arnold Köster hat diesen Vorgang offengelegt. Kehrl beschrieb in seinen Erinnerungen von Hanneken als entscheidungsschwach, der ängstlich Auseinandersetzungen gemieden habe.

### Hungerpolitik 1941
Von Hanneken war als Mitglied von Görings Wirtschaftsführungsstab Ost in die Planung der Hungerpolitik beim Unternehmen Barbarossa 1941 involviert. Am 2. Mai 1941, sieben Wochen vor dem deutschen Überfall auf die Sowjetunion, nahm er an einer Besprechung von Staatssekretären mit hohen Wehrmachtsoffizieren „über Barbarossa“ teil, deren Protokoll ausführt, dass „der Krieg nur weiter zu führen (ist), wenn die gesamte Wehrmacht im 3. Kriegsjahr aus Russland ernährt wird. Hierbei werden zweifellos zig Millionen Menschen verhungern, wenn von uns das für uns Notwendige aus dem Lande herausgeholt wird.“

### Kohleverknappung 1941
Als Bevollmächtigter befasste er sich auch mit Fragen der Kohleversorgung für die Eisen- und Stahlindustrie. So nahm er am 6. Juni 1941 auf der 11. Sitzung im Generalrat der Wirtschaft, der seit Dezember 1939 existierte, zu dem Problem Stellung, dass in den letzten vier Jahren der Bedarf an Kohle stärker gestiegen sei als die Förderung. Die von deutscher Kohle abhängigen europäischen Staaten würden nur noch sechzig Prozent der erforderlichen Menge erhalten. Seit April 1941 mussten die inländischen Kohlebezieher eine Senkung der Bezüge um durchschnittlich annähernd zehn Prozent hinnehmen. Dies hätte zu zahlreichen Schließungen von Betrieben oder der Einschränkung ihres Betriebes geführt. Selbst die inländischen Energieversorgungsunternehmen hätten eine Senkung des Kohleverbrauchs um zwanzig Prozent hinnehmen müssen.
Im März/April 1942 wurde von Hanneken die Kompetenz über die Verteilung von Eisen und Stahl entzogen und auf die sogenannte Zentrale Planung übertragen. Im Zuge weiterer Umordnungen im RWM wurden die Aufgaben der Abteilung II weitgehend auf andere Organe übertragen, so dass von Hanneken Mitte August 1942 in Urlaub ging und im Oktober aus dem RWM ausschied.

### Kommando in Dänemark
Am 12. Oktober 1942 wurde von Hanneken als Nachfolger Erich Lüdkes „Befehlshaber der deutschen Truppen in Dänemark“. Nach dem Urteil seines Vorgesetzten Generaloberst Friedrich Fromm stand er dort „in sch[wieriger] Position, da die Weisungen, die er für s[eine] Geschäftsführ[un]g erhalten hat, im Widerspruch stehen zu den Richtlinien, denen der pol[itische] Vertreter i[n] Dänemark zu folgen hat. Weiß diesen Schwierigkeiten mit Takt aus dem Wege zu gehen.“ Am 29. August 1943 verhängte von Hanneken – auf Grund der zunehmenden Sabotagetätigkeit – den militärischen Ausnahmezustand über Dänemark und löste das dänische Heer und die Flotte auf. Während des Ausnahmezustandes erhielt der SS-Gruppenführer und deutsche „Reichsbevollmächtigte in Dänemark“ Werner Best den Auftrag, die Deportation der dänischen Juden durchzuführen. Von Hanneken hatte zwar Einwände dagegen erhoben, aber Alfred Jodl wies diese barsch als „Geschwätz“ zurück. Seit November 1943 führte von Hanneken den Titel eines Wehrmachtbefehlshabers.
In seinen dienstlichen Beurteilungen galt von Hanneken als „kluge, viel wissende, vielseitig gebildete u[und] sehr gewandte Pers[önlichkeit]. Starkes pers[önliches] Geltungsbedürfnis.“ Der Chef des Oberkommandos der Wehrmacht, Generalfeldmarschall Wilhelm Keitel, beurteilte von Hanneken im März 1944 als „energ[ische] zielbewußte Pers[önlichkeit], seiner Aufgabe org[anisatorisch] u[nd] takt[isch] voll gewachsen. Ein vorzügl[icher] Wehrm[achts]Bef[ehls]h[aber].“ Im Januar 1945 wurde von Hanneken unter dem Vorwurf der Korruption seines Kommandos enthoben. Am 12. April 1945 verurteilte ihn das Reichskriegsgericht zu acht Jahren Gefängnis sowie Rangverlust. Bereits am 17. April – nach dem Eingreifen Hitlers – wurde er wieder zum Major befördert. Das Amtsgericht Kopenhagen verurteilte ihn 1948 im Großen Kriegsverbrecherprozess zu acht Jahren Gefängnis. In der Revisionsverhandlung vor dem Landesgericht erfolgte am 9. Mai 1949 ein rechtskräftiger Freispruch.

### Familie
Hanneken heiratete in erster Ehe am 27. September 1911 in Dessau Anna-Maria Gräfin von Hacke (* 1. Januar 1892 in Torgau; † 9. November 1911 in Berlin), die Tochter des Curt-Bogislav Graf von Hacke und der Margarete Hainauer. In zweiter Ehe heiratete er am 26. Juni 1915 in Berlin Celia-Cicita von Soest (* 9. Oktober 1891 in Berlin; † 27. Januar 1981 in Herford), die Tochter des Fabrikbesitzers Hermann von Soest und der Almaria Kuschke-Heinersdorf.

## Auszeichnungen
- Eisernes Kreuz (1914) II. und I. Klasse[12]
- Verwundetenabzeichen (1918) in Schwarz[12]
- Bayerischer Militärverdienstorden IV. Klasse mit Schwertern[12]
- Hanseatenkreuz Hamburg[12]
- Braunschweiger Kriegsverdienstkreuz II. und I. Klasse[12]
- Friedrich-August-Kreuz II. und I. Klasse[12]
- Österreichisches Militärverdienstkreuz III. Klasse mit der Kriegsdekoration[12]
- Eiserner Halbmond[12]
- Ritterkreuz des Bulgarischen Militär-Verdienstordens[12]
- Ehrenritter des Johanniterordens
- Wehrmacht-Dienstauszeichnung IV. bis I. Klasse
- Spange zum Eisernen Kreuz II. und I. Klasse
- Kriegsverdienstkreuz (1939) mit Schwertern II. und I. Klasse
- Deutsches Kreuz in Gold am 12. Februar 1944
- Ritterkreuz des Kriegsverdienstkreuzes mit Schwertern am 21. Dezember 1944